# Henning Christophersen
Pour les articles homonymes, voir Christophersen.
Henning Christophersen, né le 8 novembre 1939 à Copenhague (Danemark), et mort le 31 décembre 2016 à Bruxelles, est un homme politique danois membre du parti libéral Venstre (ELDR), ancien ministre et commissaire européen et vice-président de la Commission européenne de 1985 à 1995, où il a été un des concepteurs de la future monnaie européenne unique.

## Biographie
Henning Christophersen a été jusqu'en 2004 l'un des 105 membres de la Convention sur l'avenir de l'Europe chargée de rédiger le Traité établissant une Constitution pour l'Europe, représentant le gouvernement danois.
Il est administrateur du think tank Les Amis de l'Europe. Il est membre d'un certain nombre de conseils de surveillance et de conseils de directeurs de société.
Il a été vice-Premier ministre et ministre des Finances (1982-1984), ministre des Affaires étrangères (1978-1979) et président du parti Venstre de 1978 à 1984.